# Polymera georgiae
Polymera georgiae är en tvåvingeart som beskrevs av Alexander 1911. Polymera georgiae ingår i släktet Polymera och familjen småharkrankar. Inga underarter finns listade i Catalogue of Life.